# Дегендорфски университет за приложни науки
Дегендорфският университет за приложни науки германски университет в гр. Дегендорф, Бавария, Германия.
Той е основан през 1994 г. и е специализиран предимно в бизнес науките и техниката. Сред първите си приоритети Университетът по приложни науки поставя придобиването на практически и международен опит.

## Оценка
Университетът по приложни науки Дегендорф постига забележителни резултати в немските класации за най-добри университети.
Бизнес списанието „Кариера“ определя Университета по приложни науки, Дегендорф като най-престижен университет в Германия в областта на:
- Бизнес администрация и
- Инженерство

Центърът за развитие на висшето образование прави своя класация на най-добрите университети в Германия и отбелязва забележителните резултати на Университета по приложни науки, Дегендорф в сферата на:
- Бизнес администрация
- Електротехника и информационни технологии
- Мехатроника
- Бизнес компютърни системи и технологии
- Инженерни науки

## Специалности
- Бизнес администрация
- Международен мениджмънт
- Бизнес компютърни системи и технологии
- Строително инженерство
- Електротехника
- Комуникационна техника и технологии
- Инженерство
- Мехатроника

## Следдипломна квалификация
- Магистър по бизнес администрация – здравен мениджмънт
- Магистър по бизнес администрация – мениджмънт
- Магистър по бизнес администрация – човешки ресурси – организация и развитие
- Магистър по бизнес администрация – основи на предприятието
- Магистър по бизнес администрация – мениджмънт по информационни технологии и информационни системи